# Płociczno (województwo kujawsko-pomorskie)
Płociczno – osada leśna w Polsce położona w województwie kujawsko-pomorskim, w powiecie brodnickim, w gminie Świedziebnia.
W latach 1975–1998 miejscowość administracyjnie należała do województwa toruńskiego.